# Ubisoft Montreal
Ubisoft Montreal is een Canadees computerspelontwikkelaar gesitueerd in Montreal, Quebec. Het is een dochterbedrijf van de Franse uitgever Ubisoft.
Het bedrijf heeft onder andere spellen ontwikkeld in de Assassin's Creed, de Far Cry,  de Prince of Persia en de Tom Clancy-serie.

## Computerspellen
| Jaar | Naam                                     | Platform(s) |
| ---- | ---------------------------------------- | --- |
| 1999 | Tonic Trouble                            | Nintendo 64, Windows                                                                                                |
| 2000 | Donald Duck: Quack Attack                | Nintendo 64, Nintendo GameCube, PlayStation, PlayStation 2, Windows                                                 |
| 2002 | Tom Clancy's Splinter Cell               | Mac OS, Windows, Xbox                                                                                               |
| 2003 | Tom Clancy's Rainbow Six 3: Raven Shield | Nintendo GameCube, PlayStation 2, Windows, Xbox                                                                     |
| 2003 | Batman: Rise of Sin Tzu                  | Nintendo GameCube, PlayStation 2, Xbox                                                                              |
| 2003 | Prince of Persia: The Sands of Time      | Nintendo GameCube, PlayStation 2, PlayStation 3, Windows, Xbox                                                      |
| 2004 | Myst IV: Revelation                      | Mac OS, Windows, Xbox                                                                                               |
| 2004 | Prince of Persia: Warrior Within         | Nintendo GameCube, PlayStation 2, PlayStation 3, PlayStation Portable, Windows, Xbox                                |
| 2004 | Tom Clancy's Rainbow Six 3: Black Arrow  | Windows |
| 2005 | Far Cry Instincts                        | Windows |
| 2005 | Prince of Persia: The Two Thrones        | Nintendo GameCube, PlayStation 2, PlayStation 3, Windows, Xbox                                                      |
| 2005 | Tom Clancy's Splinter Cell: Chaos Theory | Nintendo 3DS, Nintendo GameCube, PlayStation 2, PlayStation 3, Windows, Xbox                                        |
| 2006 | Far Cry: Instincts – Evolution           | Windows |
| 2006 | Tom Clancy's Splinter Cell: Double Agent | Nintendo GameCube, PlayStation 2, Wii, Windows, Xbox, Xbox 360                                                      |
| 2006 | Tom Clancy's Rainbow Six: Vegas          | PlayStation 3, PlayStation Portable, Windows, Xbox 360                                                              |
| 2007 | TMNT                                     | Nintendo DS, Game Boy Advance, Nintendo GameCube, PlayStation 2, PlayStation Portable, Wii, Windows, Xbox, Xbox 360 |
| 2007 | Assassin's Creed                         | PlayStation 3, Windows, Xbox 360                                                                                    |
| 2007 | My Word Coach                            | Nintendo DS, Wii |
| 2007 | Naruto: Rise of a Ninja                  | Xbox 360 |
| 2008 | Lost: Via Domus                          | PlayStation 3, Windows, Xbox 360                                                                                    |
| 2008 | Tom Clancy's Rainbow Six: Vegas 2        | PlayStation 3, Windows, Xbox 360                                                                                    |
| 2008 | Far Cry 2                                | PlayStation 3, Windows, Xbox 360                                                                                    |
| 2008 | Shaun White Snowboarding                 | PlayStation 3, PlayStation Portable, Wii, Windows, Xbox 360                                                         |
| 2008 | Naruto: The Broken Bond                  | Xbox 360 |
| 2008 | Prince of Persia                         | PlayStation 3, Windows, Xbox 360                                                                                    |
| 2009 | Assassin's Creed II                      | Mac OS, PlayStation 3, Windows, Xbox 360                                                                            |
| 2009 | James Cameron's Avatar: The Game         | PlayStation 3, Wii, Windows, Xbox 360                                                                               |
| 2009 | Shaun White Snowboarding: World Stage    | Wii |
| 2010 | Tom Clancy's Splinter Cell: Conviction   | Mac OS, Windows, Xbox 360                                                                                           |
| 2010 | Prince of Persia: The Forgotten Sands    | PlayStation 3, PlayStation Portable, Windows, Xbox 360                                                              |
| 2010 | Scott Pilgrim vs. the World: The Game    | PlayStation 3, Xbox 360                                                                                             |
| 2010 | Shaun White Skateboarding                | PlayStation 3, Wii, Windows, Xbox 360                                                                               |
| 2010 | Assassin's Creed: Brotherhood            | Mac OS, PlayStation 3, Windows, Xbox 360                                                                            |
| 2011 | Michael Jackson: The Experience          | PlayStation 3, Wii, Xbox 360                                                                                        |
| 2011 | Assassin's Creed: Revelations            | PlayStation 3, Windows, Xbox 360                                                                                    |
| 2012 | Assassin's Creed III                     | PlayStation 3, Wii U, Windows, Xbox 360                                                                             |
| 2012 | Far Cry 3                                | PlayStation 3, Windows, Xbox 360                                                                                    |
| 2013 | Far Cry 3: Blood Dragon                  | PlayStation 3, Windows, Xbox 360                                                                                    |
| 2013 | Assassin's Creed IV: Black Flag          | PlayStation 3, PlayStation 4, Wii U, Windows, Xbox 360, Xbox One                                                    |
| 2014 | Child of Light                           | PlayStation 3, PlayStation 4, Wii U, Windows, Xbox 360, Xbox One                                                    |
| 2014 | Watch Dogs                               | PlayStation 3, PlayStation 4, Wii U, Windows, Xbox 360, Xbox One                                                    |
| 2014 | Far Cry 4                                | PlayStation 3, PlayStation 4, Windows, Xbox 360, Xbox One                                                           |
| 2014 | Assassin's Creed Unity                   | PlayStation 4, Windows, Xbox One                                                                                    |
| 2014 | Assassin's Creed Rogue                   | PlayStation 3, Windows, Xbox 360                                                                                    |
| 2014 | The Mighty Quest for Epic Loot           | Windows |
| 2015 | Assassin's Creed Syndicate               | PlayStation 4, Windows, Xbox One                                                                                    |
| 2015 | Tom Clancy's Rainbow Six: Siege          | PlayStation 4, Windows, Xbox One                                                                                    |
| 2016 | Far Cry Primal                           | PlayStation 4, Windows, Xbox One                                                                                    |
| 2016 | Eagle Flight                             | PlayStation 4, Windows                                                                                              |
| 2016 | Watch Dogs 2                             | PlayStation 4, Windows, Xbox One                                                                                    |
| 2017 | For Honor                                | PlayStation 4, Windows, Xbox One                                                                                    |
| 2017 | Assassin's Creed Origins                 | PlayStation 4, Windows, Xbox One                                                                                    |
| 2018 | Far Cry 5                                | PlayStation 4, Windows, Xbox One                                                                                    |
| 2018 | Assassin's Creed Odyssey                 | PlayStation 4, Windows, Xbox One                                                                                    |
| 2018 | Transference                             | PlayStation 4, Windows, Xbox One                                                                                    |
| 2019 | Far Cry New Dawn                         | PlayStation 4, Windows, Xbox One                                                                                    |
| 2020 | Watch Dogs: Legion                       | PlayStation 4, PlayStation 5, Stadia, Windows, Xbox One, Xbox Series X                                              |
| 2022 | Tom Clancy's Rainbow Six: Extraction     | PlayStation 4, PlayStation 5, Windows, Xbox One, Xbox Series                                                        |